# Museo Paleontológico de Tocuila
El Museo Paleontológico de Tocuila exhibe una destacada muestra de uno de los yacimientos de fauna más ricos de América, principalmente con restos de mamut que datan del Pleistoceno tardío.

## Ubicación
El Museo Paleontológico de Tocuila se encuentra ubicado en la calle 16 de septiembre, entre Morelos y Benito Juárez, en el poblado de San Miguel Tocuila, Texcoco, Estado de México, México.

## Historia
El descubrimiento del sitio fue accidental en 1996. Mientras Joaquín Ramírez supervisaba la excavación y construcción de una cisterna en la propiedad de su hermano Celso, notó que el suelo que se estaba removiendo difería de lo que normalmente encontraba al excavar en la zona. Suponiendo que podría tratarse de huesos, informó a su hermano, quien a su vez notificó al Instituto Nacional de Antropología e Historia (INAH).  
El Museo Paleontológico de Tocuila abrió sus puertas en noviembre de 2001 gracias al apoyo del propietario del terreno, la comunidad local, la Universidad Autónoma Chapingo y el Instituto Nacional de Antropología e Historia (INAH).

## Descripción del sitio

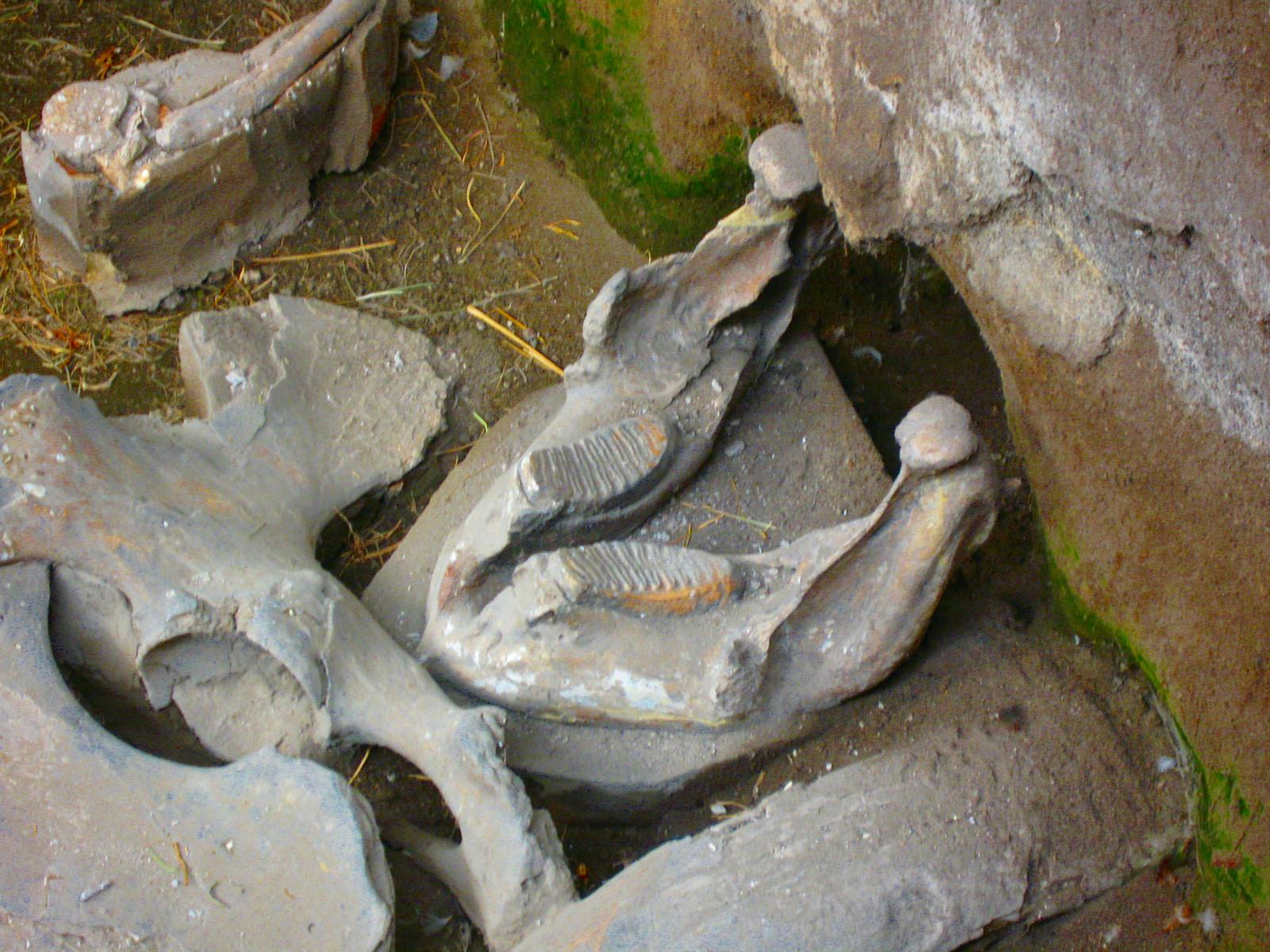
¡Mandíbula de mamut!

Durante la exploración de una superficie de 28 metros cuadrados, se descubrieron a una profundidad de tres metros los restos de siete mamuts de diferentes edades, así como huesos de roedores, camellos, bisontes, caballos y otros animales acuáticos.  Según la mayoría de las investigaciones, se estima que estos restos tienen una antigüedad de entre 10,000 y 12,000 años.

## Hipótesis

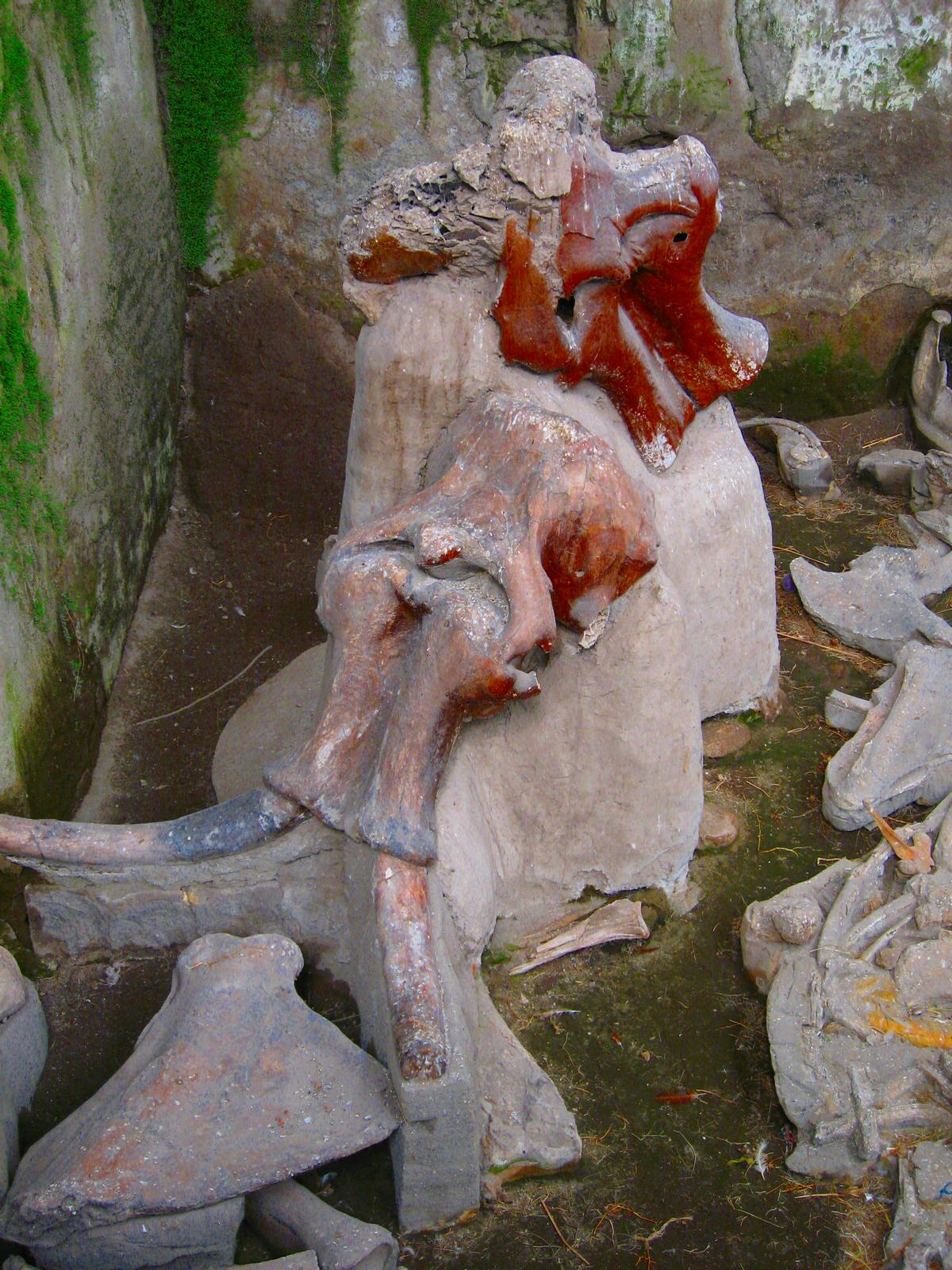
Cráneo de mamut

Existen varias hipótesis que intentan explicar la acumulación de tantos restos en un solo lugar:  
- Una de ellas sugiere que podría haber sido resultado del desbordamiento de un río antiguo que fluía hacia el Lago de Texcoco, arrastrando, ahogando y enterrando en conjunto a los mamuts y otros animales.
- Otra hipótesis plantea la posibilidad de que un lahar haya sepultado a los animales. Claus Siebe, Peter Schaaf y Jaime Urrutia-Fucugauchi sugieren que este lahar pudo haber sido resultado de la actividad volcánica del Popocatépetl.[1] Observaciones realizadas por S. González, D. Huddart, L. Morett-Alatorre, J. Arroyo-Cabrales y O.J. Polaco indican que el origen podría estar relacionado con el Nevado de Toluca.[2]
- Además, se ha propuesto que la acumulación de huesos fracturados en la zona pudo haber sido el resultado de la actividad humana durante el Pleistoceno tardío. Según J. Arroyo-Cabrales, E. Johnson y L. Morett, esto podría deberse a la intervención de seres humanos, quienes habrían utilizado los huesos para fabricar herramientas y otros utensilios, siguiendo una técnica similar a la que se observa en la fragmentación de huesos en la América del Norte de la misma época.[3]

## Ruta del Mamut
Ocho son los sitios que se han encontrado fósiles de mamuts, en el estado de México y ellos son:
- Museo Paleontológico de Santa Lucía “Quinametzin”
- Museo Paleontológico de Tocuila.
- Museo del Mamut (Tultepec)
- Museo de Tepexpan
- Museo de Xaltocan
- Museos comunitarios de San Pablo de las Salinas
- Museos comunitarios de Magdalena Huizachitla, en Coacalco
- Casa de Morelos en Ecatepec.